# A Drug Problem That Never Existed
 (janvier 2017).
Si vous disposez d'ouvrages ou d'articles de référence ou si vous connaissez des sites web de qualité traitant du thème abordé ici, merci de compléter l'article en donnant les références utiles à sa vérifiabilité et en les liant à la section « Notes et références ».
Albums de Mondo Generator
Cocaine Rodeo
(2000) III the EP
(2004)
A Drug Problem That Never Existed est le 2e album studio du groupe de rock américain Mondo Generator, sorti en 2003.

## Liste des titres
| 1.    | Meth, I Hear You Callin' | 1:13 |
| 2.    | Here We Come             | 1:40 |
| 3.    | So High, So Low          | 2:35 |
| 4.    | Do The Headright         | 2:34 |
| 5.    | Open Up And Bleed For Me | 3:18 |
| 6.    | All I Can Do             | 2:43 |
| 7.    | F.Y. I'm Free            | 2:12 |
| 8.    | Detroit                  | 3:00 |
| 9.    | Me and You               | 2:12 |
| 10.   | Like You Want            | 2:07 |
| 11.   | Girl's Like Christ       | 1:39 |
| 12.   | Day I Die                | 2:56 |
| 13.   | Jr. High Love            | 2:00 |
| 14.   | Four Corners             | 5:33 |
| 35:41 |                          |      |

## Crédits

### Membres du groupe
- Nick Oliveri
- Brant Bjork
- Molly McGuire (en)
- Dave Catching

### Musiciens additionnels
- Rex Everything
- Pierre Pressurer
- Mark Lanegan
- Troy Van Leeuwen
- Josh Homme
- Ashlee S.
- Marc Diamond (en)
- Sean D.
- Blag Jesus (en)
- Alain Johannes
- Carlo Von Sexron